# Brachycentrus subnubilus
Brachycentrus subnubilus är en nattsländeart som beskrevs av Curtis 1834. Brachycentrus subnubilus ingår i släktet Brachycentrus och familjen bäcknattsländor. Arten är reproducerande i Sverige. Utöver nominatformen finns också underarten B. s. albescens.